# At-Takāthur

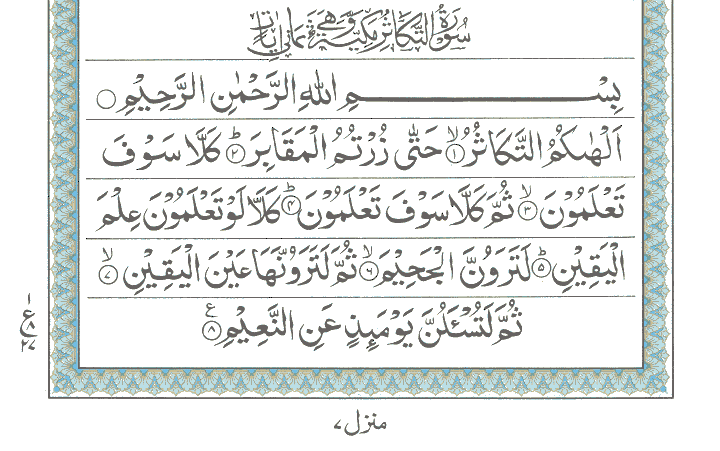
Sūrat at-Takāthur

Al-Takathur (La Competizione per il Più) è la centoduesima Sura del Corano, una sura meccana composta da 8 versetti. Questa sura tratta principalmente del desiderio e dell'avidità umana per l'accumulo di ricchezze e beni materiali, sottolineando l'importanza della consapevolezza spirituale e della preparazione per l'aldilà.

## Contenuto
- La Competizione per il Più: La sura si apre con un richiamo all'avidità umana per l'accumulo di ricchezze e beni materiali, sottolineando come questo desiderio distragga gli esseri umani dalla vera essenza della vita e dalla loro preparazione per l'aldilà.
- La Tomba: Viene descritta la realtà della tomba e il giudizio che attende ogni individuo nel regno dell'aldilà, dove le ricchezze accumulate in vita non avranno alcun valore.
- La Realtà del Giorno del Giudizio: Alla fine della sura, viene sottolineata la realtà del Giorno del Giudizio, in cui ogni individuo sarà responsabile delle proprie azioni e non potrà sfuggire al proprio destino.

## Analisi
La Sura Al-Takathur è significativa perché mette in guardia gli esseri umani contro l'avidità e la competizione per l'accumulo di ricchezze e beni materiali, sottolineando l'importanza della consapevolezza spirituale e della preparazione per l'aldilà. Essa invita alla riflessione sul vero significato della vita e sulla ricerca della benevolenza divina, mentre avverte delle conseguenze spirituali della cecità materiale e dell'ignoranza spirituale. La sura serve quindi come richiamo alla responsabilità individuale e alla ricerca della verità spirituale, incoraggiando gli esseri umani a concentrarsi sulla ricerca della benevolenza di Allah piuttosto che sull'accumulo di ricchezze e beni materiali.

## Testo

### Arabo
1. أَلْهَاكُمُ التَّكَاثُرُ
2. ﺣَﺘَّﻰٰ ﺯُﺭْﺗُﻢُ اﻟْﻤَﻘَﺎﺑِﺮَ
3. ﻛَﻼَّ ﺳَﻮْﻑَ ﺗَﻌْﻠَﻤُﻮﻥَ
4. ﺛُﻢَّ ﻛَﻼَّ ﺳَﻮْﻑَ ﺗَﻌْﻠَﻤُﻮﻥَ
5. ﻛَﻼَّ ﻟَﻮْ ﺗَﻌْﻠَﻤُﻮﻥَ ﻋِﻠْﻢَ اﻟْﻴَﻘِﻴﻦِ
6. ﻟَﺘَﺮَﻭُﻥَّ اﻟْﺠَﺤِﻴﻢَ
7. ﺛُﻢَّ ﻟَﺘَﺮَﻭُﻧَّﻬَﺎ ﻋَﻴْﻦَ اﻟْﻴَﻘِﻴﻦِ
8. ﺛُﻢَّ ﻟَﺘُﺴْﺄَﻟُﻦَّ ﻳَﻮْﻣَﺌِﺬٍ ﻋَﻦِ اﻟﻨَّﻌِﻴﻢِ

### Traslitterazione
1. Alhakumu alttakathuru
2. Hatta zurtumu almaqabira 
3. Kalla sawfa taAAlamoona
4. Thumma kalla sawfa taAAlamoona
5. Kalla law taAAlamoona AAilma 
alyaqeeni
6. Latarawunna aljaheema
7. Thumma latarawunnaha AAayna alyaqeeni
8. Thumma latusalunna yawmaithi AAani alnnaAAeemi 

### Italiano
1. Il rivaleggiare vi distrarrà,
2. finché visiterete le tombe.
3. Invece no! Ben presto saprete.
4. E ancora no! Ben presto saprete.
5. No! Se solo sapeste con certezza...
6. Vedrete certamente la Fornace.
7. Lo vedrete con l’occhio della certezza,
8. quindi in quel Giorno, sarete interrogati sulla delizia.